# Farmor och vår Herre (pjäs)
Farmor och vår Herre är en pjäs av engelsmännen Claude Napier och Alan Napier baserad på Hjalmar Bergmans roman med samma namn.
Stina Bergman, änka efter Hjalmar Bergman, fick omkring 1938 en förfrågan från två engelsmän som ville göra en pjäs av Bergmans roman. En av dem hade 1937 översatt romanen till engelska då den första gången publicerades i England. Stina Bergman godkände pjäsbearbetningen, köpte rättigheterna till att uppföra pjäsen i Skandinavien och Tyskland samt översatte själv pjästexten tillbaka till svenska. Vid Dramatens uppsättning 2003 av romanen hade en ny bearbetning gjorts av Ulf Stark och sedan dess har oftast nya dramatiseringar av romanen gjorts då den satts upp på teatrar. 

## Uppsättningar
- Urpremiären skedde 10 april 1940 i Wien på Burgtheater. Farmor spelades av Hedwig Bleibtreu.
- Svensk premiär 29 november 1940 på Göteborgs stadsteater i regi av Knut Ström med Maria Schildknecht som Farmor.
- Premiär 4 januari 1941 på Dramaten i regi av Rune Carlsten med Tora Teje som Farmor.
- Premiär 1 april 1941 på Svenska Teatern i Helsingfors, regi Gerda Wrede.
- I radio 14 maj 1941 på Radioteatern i regi av Rune Carlsten med Tora Teje som Farmor.
- Dansk premiär 20 september 1944 på Odense Teater i dansk översättning av Johannes Lindskov Hansen.
- Premiär 31 oktober 1944 på Folketeatret i København i dansk översättning av Johannes Lindskov Hansen.
- 1 januari 1956 regisserade Ingmar Bergman pjäsen för Radioteatern med Tora Teje som Farmor.
- I Danmarks radio 2 den 18 december 1956 på Radioteatret.
- Premiär 3 januari 1958 på Dramaten i regi av Rune Carlsten.
- Premiär 17 september 1958 på Riksteatern (Sundsvall) i regi av Claes Sylwander.
- 1962 på Malmö stadsteater i regi av Yngve Nordwall med Naima Wifstrand som Farmor.
- 1963 på Stockholms stadsteater i regi av Yngve Nordwall med Naima Wifstrand som Farmor.
- 1964 på Göteborgs stadsteater i regi av Yngve Nordwall med Naima Wifstrand som Farmor.
- Premiär 9 februari 1979 på Uppsala-Gävle stadsteater i regi av Jüri Jürgenthal.
- Premiär 21 februari 1981 på Malmö stadsteater i regi av Eva Sköld med Agneta Prytz som Farmor.
- Premiär 23 februari 1988 på Riksteatern i regi av Pierre Fränckel.